# Hatton (Sri Lanka)
Hatton (singhalesisch: හැටන්, tamilisch: அட்டன்) ist eine Kleinstadt mit etwa 15.000 Einwohnern in der Zentralprovinz von Sri Lanka. Sie liegt im Hochland inmitten von Teeplantagen. Die Kleinstadt liegt rund 40 km südwestlich der nächsten größeren Stadt Nuwara Eliya.
In der Nähe von Hatton liegt der Berg Sri Pada (Adam's Peak), für dessen Ersteigung Hatton den Ausgangspunkt bildet.
Der Ort ist an das Eisenbahnnetz angebunden; daher ist er auch touristisch relevant.
In Hatton wurden Unternehmen wie die Hatton National Bank und Brown & Co. Ltd. gegründet.